# Most I-35W nad Missisipi
Most I-35W nad Missisipi (ang. I-35W Mississippi River bridge) – most kratowy nad rzeką Missisipi w Minneapolis w amerykańskim stanie Minnesota, łączący dzielnice Downtown East i Marcy-Holmes, stanowiący część I-35W (miejscowego rozwidlenia autostrady międzystanowej nr 35). Most został wybudowany w 1967, miał długość całkowitą 581 m i szerokość 33 m. Był to najbardziej ruchliwy most w stanie Minnesota; z jego ośmiu pasów ruchu korzystało dziennie średnio około 141 tysięcy pojazdów.

## Katastrofa
W godzinach szczytu, 1 sierpnia 2007 około godziny 18:05 czasu miejscowego (CDT – 1:05 w nocy czasu polskiego) w ciągu kilku sekund z niewiadomych przyczyn most zawalił się. Śmierć poniosło 13 osób, a 141 zostało rannych. Na skutek katastrofy do rzeki wpadło kilkadziesiąt samochodów. W momencie katastrofy na moście przeprowadzano wymianę nawierzchni i czynne były tylko dwa pasy ruchu w każdym kierunku.
W 2001 raport o stanie mostu opracowany przez wydział inżynieryjny Uniwersytetu Minnesota stwierdził korozję metalowych elementów i oznaki zmęczenia materiału przez co most stracił swoją giętkość. W 2005 przeprowadzono kolejną inspekcję w której most uzyskał 50 punktów w skali 0–120, co według rzecznika Białego Domu nie oznaczało ryzyka katastrofy. Sekretarz USA do spraw transportu, Mary Peters, poinformowała, że zostanie przeprowadzona inspekcja wszystkich mostów o podobnej konstrukcji. W Stanach Zjednoczonych jest ich około 750.

## Galeria

Moment katastrofy zarejestrowany przez kamerę monitoringu pobliskiej tamy pod nadzorem Korpusu Inżynieryjnego Armii Stanów Zjednoczonych
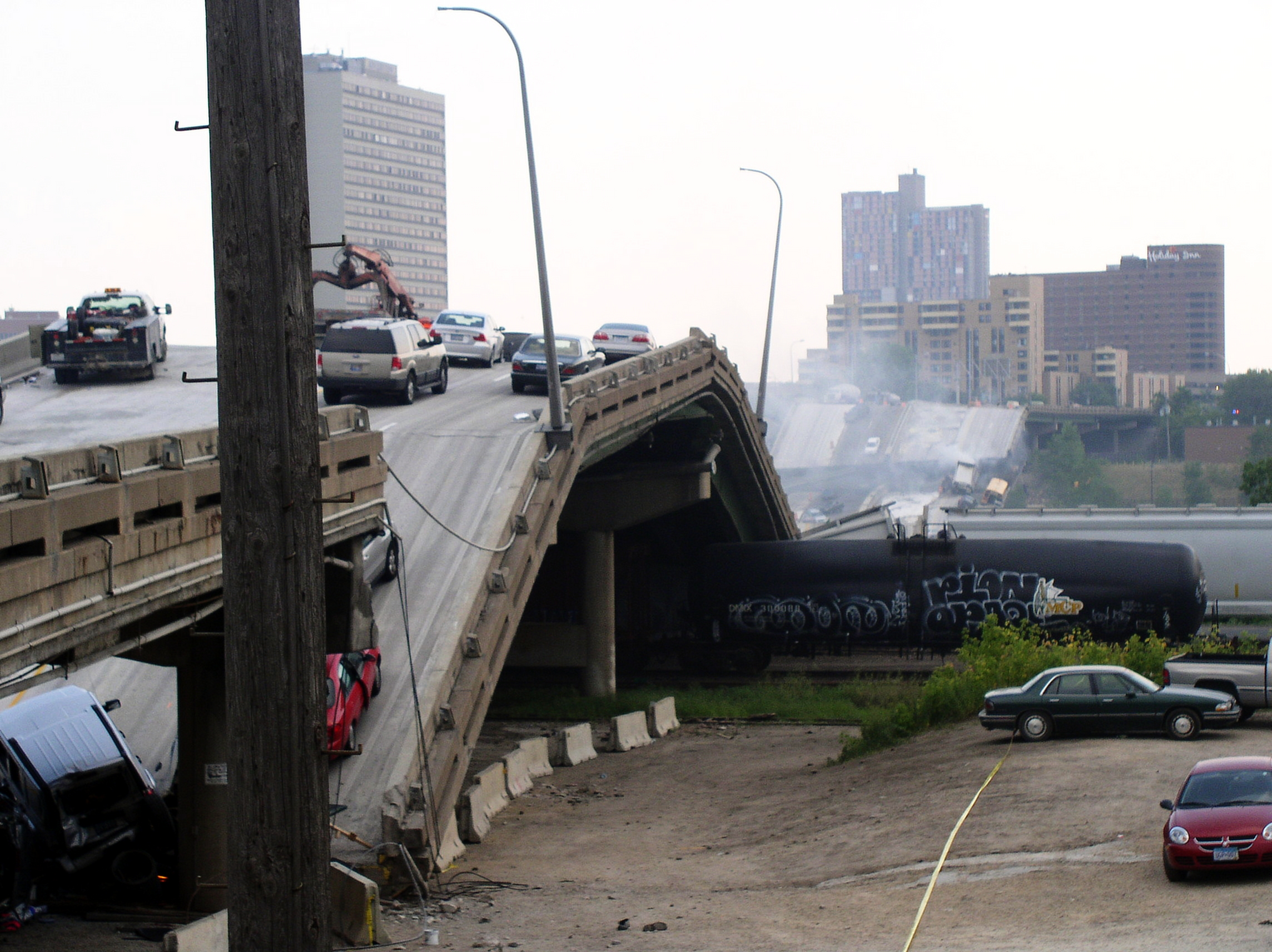
Zawalony most I-35W w Minneapolis w dniu katastrofy. Widok w kierunku południowym. Widoczny jest przejeżdżający pod mostem w chwili katastrofy pociąg towarowy, przygnieciony przez zawalony most
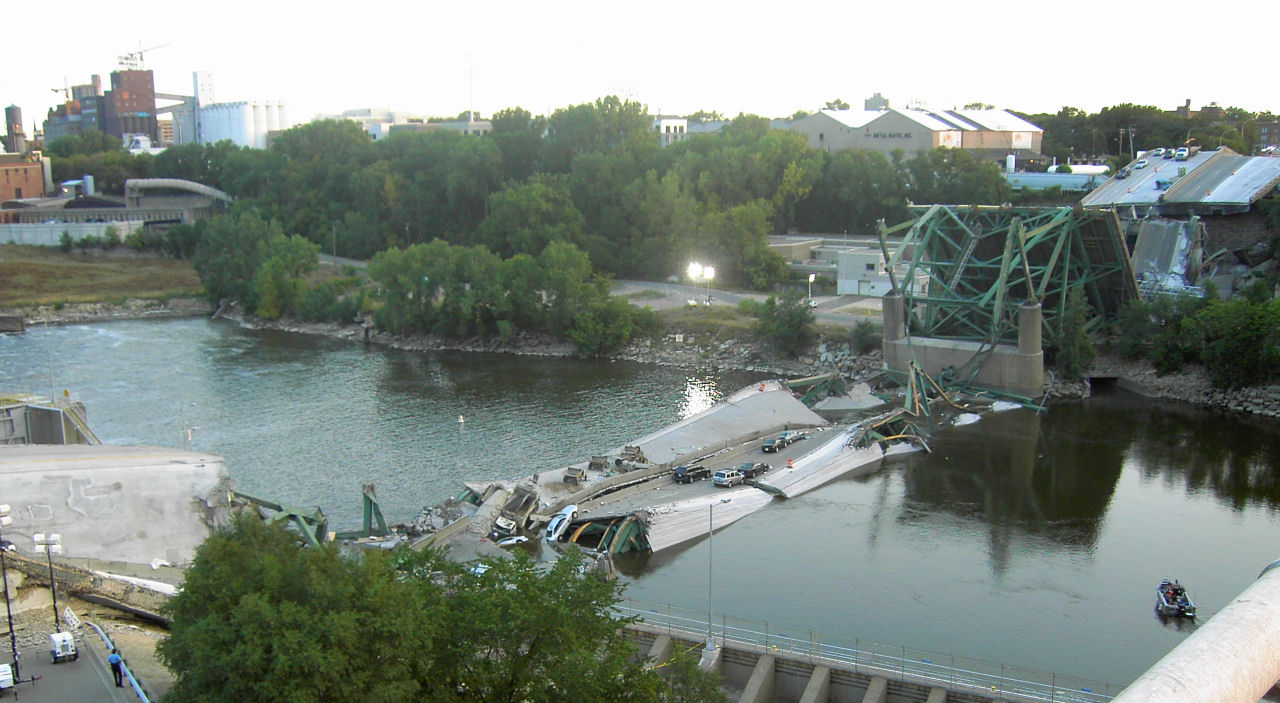
W dniu po katastrofie – środkowe przęsło spoczywa w korycie rzeki, z resztą mostu także zawaloną – widok z sąsiedniego mostu pieszo-rowerowego 10th Avenue Bridge, w kierunku północnym
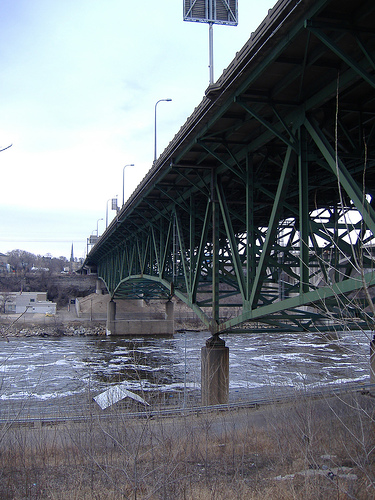
Most w kwietniu 2006 r. – zbliżenie konstrukcji kratownicy i zakotwiczenia przęsła rzecznego, widok w kierunku północnym